# Merle Kennedy
Merle Kennedy (* 1967) ist eine US-amerikanische ehemalige Schauspielerin. Ihr Schaffungszeitraum dauerte über ein Jahrzehnt, zwischen 1991 und 2002.

## Leben
Kennedy begann 1991 durch eine Episodenrolle in der Fernsehserie She-Wolf of London und einer Nebenrolle in dem Spielfilm Dollman – Der Space-Cop! im selben Jahr mit dem Schauspiel. Es folgten weitere Nebenrollen in Filmen wie Nemesis, Night of the Demons 2 oder Junior. 1994 spielte sie erstmals in einem Kurzfilm, The Foot Shooting Party, an der Seite von Leonardo DiCaprio mit. Es folgten Charakterrollen in einzelnen Episoden verschiedener Fernsehserien wie Emergency Room – Die Notaufnahme, Profiler, X-Factor: Das Unfassbare oder Frauenpower. Zuletzt war sie 2002 in den Spielfilmen May – Die Schneiderin des Todes und Three Days of Rain zu sehen.

## Filmografie
- 1991: She-Wolf of London (Fernsehserie, Episode 1x20)
- 1991: Dollman – Der Space-Cop! (Dollman)
- 1992: Perry Mason und die tödliche Hochzeit (Perry Mason: The Case of the Heartbroken Bride)
- 1992: Nemesis
- 1993: Daddy schafft uns alle (Evening Shade) (Fernsehserie, Episode 3x19)
- 1993: At Home with the Webbers (Fernsehfilm)
- 1994: Die Babyhändler – Tränen einer Mutter (Moment of Truth: Cradle of Conspiracy) (Fernsehfilm)
- 1994: Night of the Demons 2
- 1994: Dem Mond so nah (Across the Moon)
- 1994: Junior
- 1994: The Foot Shooting Party (Kurzfilm)
- 1995: Emergency Room – Die Notaufnahme (ER) (Fernsehserie, Episode 1x17)
- 1996: Profiler (Fernsehserie, Episode 1x03)
- 1996: Zork Nemesis (Videospiel)
- 1997: Codename Apocalypse (The Apocalypse)
- 1997: Switchback – Gnadenlose Flucht (Switchback)
- 1997: Convict 762
- 1999: Full Blast
- 1999: Bad Trip – Eine chaotische Reise (Tyrone)
- 2000: X-Factor: Das Unfassbare (Beyond Belief: Fact or Fiction) (Fernsehreihe)
- 2000: Der Sturm (The Perfect Storm)
- 2001: Frauenpower (Family Law) (Fernsehserie, Episode 2x23)
- 2001: Bubble Boy
- 2002: May – Die Schneiderin des Todes (May)
- 2002: Three Days of Rain